# Frank Urbaniok
Frank Wolfgang Johannes Urbaniok (* 16. Oktober 1962 in Köln) ist ein deutsch-schweizerischer forensischer Psychiater. Er war in den Jahren 1997 bis 2018 Chefarzt des Psychiatrisch-Psychologischen Dienstes des Kantons Zürich.

## Berufliche Entwicklung
Frank Urbaniok wuchs in einer Arbeiterfamilie auf, studierte Medizin erst in Münster, dann in Düsseldorf und schloss im Jahr 1989 mit dem Staatsexamen ab. Er war Stipendiat der Friedrich-Ebert-Stiftung. Von 1989 bis 1995 war er in der Rheinischen Landesklinik Langenfeld in Nordrhein-Westfalen tätig. 1990 promovierte er in Münster, und 1993 erlangte er den Facharzttitel für Psychiatrie und Psychotherapie. 
Von 1992 bis 1995 war er am Aufbau einer Modellstation für die Behandlung von persönlichkeitsgestörten Sexualstraftätern (Langenfelder Modell) beteiligt und prägte den Begriff des „deliktorientierten Arbeitens“ mit. Im Jahr 1995 zog er nach Zürich, wo er 1997 Chefarzt des Psychiatrisch-Psychologischen Dienstes (PPD) im Amt für Justizvollzug des Kantons Zürich wurde. Im Jahr 2007 wurde er an der Universität Zürich habilitiert. Im Oktober 2010 wurde er zum Honorarprofessor der Universität Konstanz ernannt.

## Das Evaluations-System FOTRES
Urbaniok ist als Psychotherapeut, Gutachter und Supervisor tätig, sein Arbeitsschwerpunkt sind Sexual- und Gewaltstraftaten. Er entwickelte mit dem FOTRES (Forensisch Operationalisiertes Therapie- und Risiko-Evaluations-System) ein eigenes Instrument für Risikobeurteilungen bei Straftätern, das mittlerweile in verschiedenen Ländern zum Einsatz kommt.
Das Evaluations-System FOTRES wird in Fachkreisen auch kritisiert. Besonders prägnant äußert sich Mario Gmür, der in der NZZ im Jahr 2009 schreibt: „Ein solcher Kriterienapparat ist allenfalls als Orientierungshilfe und Gedächtnisstütze bei der Einschätzung der Rückfallgefahr nützlich und legitim, jedoch keinesfalls für die abschliessende Einzelfallbeurteilung. Dass die Warnung vor solcher Vermessenheit in der Prognosebeurteilung nicht unbegründet ist, zeigt zum Beispiel die von Urbaniok suggerierte fast hundertprozentige Treffsicherheit moderner Prognoseinstrumente für Hochrisikotäter.“

## Öffentliche Wahrnehmung
Urbaniok kommt häufig, vor allem in den Medien der Schweiz, zu Wort. Unter anderem setzt er sich für eine verstärkte Berücksichtigung präventiver Aspekte in der Rechtsprechung ein und sprach sich in diesem Zusammenhang für eine gesetzliche Verankerung eines Präventionsprinzips aus. In der öffentlichen Wahrnehmung wird er öfters als Hardliner bezeichnet, welcher Straftäter auch dann lebenslänglich verwahrt sehen will, wenn diese ihre Haftstrafe bereits verbüßt haben. Vor allem von Vertretern der nationalkonservativen Schweizerischen Volkspartei (SVP) wurde ihm wiederholt vorgehalten, er stelle in seiner Arbeit die Täter und nicht das Opfer in den Mittelpunkt.
Im Februar 2012 wurde in einem Artikel der Zeitung Der Sonntag berichtet, Urbaniok erziele durch eine eigene Firma, die unter anderem das von ihm entwickelte Prognoseinstrument FOTRES vertreibe, jährliche Gewinne von etwa 35.000 Franken. In diesem Zusammenhang wurde ihm vorgehalten, dass seine Arbeit als Chefarzt des PPD Zürich durch diese unternehmerische Tätigkeit möglicherweise beeinflusst werde und dass hierdurch auch seine Unabhängigkeit gefährdet sein könne. Das Amt für Justizvollzug des Kantons Zürich erklärte hierzu, Urbanioks Nebentätigkeiten seien unbedenklich, solange sie transparent seien.

## Späteres Leben
Aufgrund seiner Bauchspeicheldrüsenkrebs-Erkrankung zog Urbaniok sich 2016 aus der Öffentlichkeit zurück und trat per Ende Juli 2018, nach 21 Jahren, von seinem Amt als Chefarzt des Psychiatrisch-Psychologischen Dienstes des Kantons Zürich zurück. Heute ist er in kleinerem Pensum als selbständiger Gutachter und Supervisor tätig.
Urbaniok ist deutsch-schweizerischer Doppelbürger.

## Schriften (Auswahl)
- Altersspezifische Abortrisiken. Dissertation, Universität Münster, 1990.
- (mit Philipp Maier) Die Anordnung und praktische Durchführung von Freiheitsstrafen und Maßnahmen: Mit Behandlungskonzepten für erwachsene Straftäter nach schweizerischem Strafgesetzbuch. Schulthess, Zürich 1998, ISBN 3-7255-3771-2.
- Teamorientierte stationäre Behandlung in der Psychiatrie. Thieme, Stuttgart 2000, ISBN 3-13-125211-1.
- Was sind das für Menschen – was können wir tun: Nachdenken über Straftäter. Zytglogge, Bern 2003, ISBN 3-7296-0665-4.
- Teamorientierte Stationäre Behandlung und deliktorientiertes Arbeiten als Grundlage einer Behandlungskonzeption in der Forensischen Psychiatrie. In: Thomas Bender, Thomas Auchter (Hrsg.): Destruktiver Wahn zwischen Psychiatrie und Politik: Forensische, psychoanalytische und sozialpsychologische Untersuchungen. Psychosozial, Gießen 2004, ISBN 3-89806-352-6, S. 171–199.
- FOTRES: Forensisches Operationalisiertes Therapie-Risiko-Evaluations-System. Zytglogge, Oberhofen am Thunersee 2004; 2., vollständig überarbeitete und aktualisierte Auflage 2007, ISBN 978-3-7296-0697-5.
- Risikokalkulationen bei Gewalt- und Sexualstraftätern. Habilitationsschrift, Universität Zürich, 2007 (fünf Sonderabdrucke von Zeitschriftenartikeln).
- hrsg. mit Jérôme Endrass, Astrid Rossegger, Bernd Borchard: Interventionen bei Gewalt- und Sexualstraftätern. Risk-Management, Methoden und Konzepte der forensischen Therapie. MWV, Berlin 2012, ISBN 978-3-941468-70-2.
- Darwin schlägt Kant – Über die Schwächen der menschlichen Vernunft und ihre fatalen Folgen. Orell Füssli, Zürich 2020, ISBN 978-3-280-05722-3.[13]
- System und Irrtum. Geparden Verlag, Zürich 2023, ISBN 978-3-907406-07-6.
- Schattenseiten der Migration: Zahlen, Fakten, Lösungen. Voima, Horgen 2025, ISBN 978-3-907442-52-4.

## Dokumentation; Podcast
- Simon Christen: Gutachter des Bösen – Die Ära Frank Urbaniok. In: SRF 1, DOK, 2019 (50 min; YouTube).
- True-Crime-Podcast: Jetzt alle Folgen des Podcasts «Hinter der Tat» mit Frank Urbaniok gratis anhören. In: Tages-Anzeiger, 2023.